# Abraham Hecht
Abraham Hecht (Avraham Berl Hecht) (5. April 1922 in New York City; 5. Januar 2013 ebenda) war ein US-amerikanischer orthodoxer Rabbiner, ein Anhänger der Chabad Lubawitsch-Bewegung und Präsident des Rabbinergerichtshofes Iggud HaRabbonim (Rabbinical Alliance of America) in New York City.
Rabbi Abraham B. Hecht wird als einer der prononciertesten orthodoxen Rabbiner und Tora-Gelehrten in den Vereinigten Staaten betrachtet.

## Biographie
Neben verschiedenen mehrsprachigen Veröffentlichungen trug Rabbi Hecht zu den Diskussionen über Mihu Yehudi–Giyur K'halacha (Wer ist Jude?) oder Shleimus HaAretz–Pikuach Nefesh (Eretz Israel) bei.
Er initiierte Proteste gegen den Film Das Leben des Brian, wobei er behauptete, dass der Film „in der Hölle“ produziert wurde.
Hecht setzte sich für traditionelle Werte innerhalb der jüdischen Gemeinschaft ein und rief zur Beachtung der Sieben Gebote (Sheva Mitzvoth Bnei Noach) auf.
Rabbi Hecht war ein Schüler der Rabbiner Menachem Schneerson und Joseph Schneersohn und war unter den besten Absolventen der Tora-Hochschule Tomchei Tmimim in New York City.

## Kritik
1995 behauptete Hecht, dass das jüdische Recht (Halakha) die Ermordung des israelischen Ministerpräsidenten Jitzchak Rabin und des israelischen Außenministers Shimon Peres rechtfertigen würde, nachdem diese bei den Friedensverhandlungen in Oslo einen Rückzug israelischer Truppen von Teilen der West Bank und des Gazastreifens vorgeschlagen hatten.

## Tod
Hecht verstarb in der Nacht des 5. Januar 2013 in Brooklyn, New York. Er wurde 90 Jahre alt. Hecht hatte neun Kinder.
Sein Begräbnis fand am 6. Januar 2013 in der Shomrei Hadas Chapel in Brooklyn statt.